# Julian Michael Ackerley
Julian Michael Ackerley (* 13. August 1954 in Idaho Falls,  Idaho, Vereinigte Staaten) ist ein US-amerikanischer Chorleiter und Musikpädagoge.

## Leben
Julian Michael Ackerleys sind  Eugene Anthony Ackerley und Gloria Rosemary Cook. Mit ihnen zog er 1958 nach Tucson, Arizona. 1972 wurde er an der Palo Verde High School Tucson graduiert. 1972 bis 1983 studiert er an der University of Arizona in Tucson und wurde als Doctor of Musical Arts (DMA) graduiert. Seine Schwerpunkte sind Musical Education [Musikerziehung], Chorleitung und Vocal Performance. 1980 wurde er Leiter des Tucson Arizona Boys Chorus, 1997 wurde er Musikdirektor der St Francis de Sales Church in Tucson. Er war Associate Conductor [fester Gastdirigent] beim International Children's Festival Chorus und seit 1999 Dirigent des American Youth Choir. Mit diesem Jugendchor begab er sich auf viele Konzertreisen nach China, Mexiko, Südamerika und Europa. Er ist Präsident der International Society for Children's Choral and Performing Arts (ISCCPA) und Vorstandsmitglied von The Alliance For Arts and Understanding (AFAU). Bei der American Choral Directors Association (ACDA) ist er Vorsitzender für Knabenchorrepertoire in Arizona. Er ist Mitglied der Music Educators National Conference (MENC) und der Phi Mu Alpha Sinfonia. Er leitete Workshops für Chorleitung beim 5th Biennial Boychoir and Young Men's Festival in Salem in Oregon und beim Children's Universal Music Festival in Fort Worth in Texas, beim Conductor's Symposium des AmericaFest der St. John's University in Minnesota. Mit seiner Frau Jane Ellen Shenivar hat er die beiden Kinder Joseph Julian und Jennifer Jayne.

## Werke
- Gloria in excelsis Deo „A choral fanfare“, 1997 eingespielt mit dem Tucson Arizona Boys Chorus unter der Leitung von Julian Ackerley auf der CD Heaven hath a song beim Label Sanctus Records OCLC 182859949

## Einspielungen
- Christmas Favorites. Tucson Arizona Boys Chorus unter der Leitung von Julian Ackerley
- Tucson Arizona Boys Chorus sings America OCLC 1152925536